# Nikola Dimitrov
Nikola Dimitrov (30 de setembre de 1972) és un polític i diplomàtic macedoni, que és ministre d'afers estrangers de Macedònia del Nord des del primer de juny de 2017. Va ser vice-ministre d'afers estrangers i ambaixador macedoni als Estats Units i després als Països Baixos, i el 2014 va rebutjar el nomenament com a nou ambaixador macedoni a Rússia.

## Trajectòria
Dimitrov va començar la carrera governamental el 1996 al Ministeri d'Afers Estrangers com a advocat de drets humans internacionals i va ser ascendit a vice-ministre d'afers estrangers el 2000. El 2002 va esdevenir el segon ambaixador macedoni als Estats Units, succeint Ljubica Acevska, càrrec que ocupà fins al 2006. Això el convertí en el diplomàtic més jove a Washington DC; part de la tendència de transició generacional en governs de l'Europa de l'Est "substituint la vella guàrdia amb tecnòcrates joves educats a Occident".
Del 2003 al 2008 va formar part del grup que participà en les negociacions amb la República Hel·lènica per resoldre les diferències sobre el nom del país. Del 2006 al 2009 va ser el coordinador nacional per la integració a l'OTAN.
L'octubre de 2009 va acceptar el càrrec d'ambaixador macedoni als Països Baixos. Després que acabés el seu mandat l'abril de 2014, s'havia planejat originalment que esdevingués ambaixador a Alemanya, però el càrrec va ocupar-lo Nikola Kolev. El febrer de 2014 es va anunciar que Dimitrov havia rebutjat el càrrec d'ambaixador a Rússia.
El primer de juny de 2017 va assumir el càrrec de ministre d'afers estrangers de la República de Macedònia del Nord. Va signar l'acord del Prespa, mitjançant el qual queda resolta la disputa amb Grècia sobre el topònim del país. Durant el seu mandat, Macedònia del Nord ha esdevingut membre de l'OTAN. El seu objectiu actual és aconseguir l'entrada del seu país a la Unió Europea.
És un antic membre del Grup Assessor Polític Els Balcans a Europa.

## Vida personal
El pare de Dimitrov, Dimitar, va ser un refugiat de la Guerra Civil Grega. Dimitrov va estudiar llei a la Universitat Sants Ciril i Metodi de Skopje i a King's College, Cambridge al Regne Unit, on s'especialitzà en dret internacional. Està casat i té una filla.